# Аллар, Жан Франсуа
Жан Франсуа Аллар (фр. Jean-François Allard; 1785, Сен-Тропе — 23 января 1839, Пешавар) — француз, который командовал войсками Ранджит Сингха в Пенджабе.

## Биография
Жан Франсуа Аллар родился в 1785 году в городе Сен-Тропе (вошедшем в Варский департамент). Ещё юношей поступил во французскую армию. Получил Орден Почётного легиона, был капитаном в 7-м гусарском полку. Во время падения Наполеона I состоял адъютантом маршала Гильома Брюна. В 1815 году, после убийства Брюна роялистами, Аллар оставил Францию и отправился в Египет, а затем в Персию, где Аббас-Мирза дал ему чин полковника, но никакого командования.
В 1820 году Жан Франсуа Аллар отправился через Афганистан в столицу Пенджаба — Лахор, где он приобрёл полное доверие сикхского магараджи Ранджит Сингха. Аллар первоначально получил под своё начало корпус драгунов и копейщиков, в дальнейшем — организовал армию воинственного Сингха по образцу французской, был назначен её главнокомандующим, женился на туземке и искусно сумел удержаться на своем месте. После ряда побед в 1830 году ему был пожалован чин генералиссимуса.
Посетив Францию, где он принят был правительством с почётом и в 1835 году назначен французским поверенным в делам в Лахоре, он возвратился туда в 1836 году.
В 1837 году отличился, командуя войсками Ранджит Сингха в войне против афганцев.
Жан Франсуа Аллар скончался 23 января 1839 года в городе Пешаваре.